# Друм (Босна и Херцеговина)
Друм (на сръбски: Друм) е село в Босна и Херцеговина, разположено в община Власеница, в ентитета на Република Сръбска. Намира се на 603 метра надморска височина. Населението му според преброяването през 2013 г. е 161 души, от тях: 140 (86,95 %) бошняци и 21 (13,04 %) сърби.

## Население
Численост на населението според преброяванията през годините:
- 1961 – 152 души
- 1971 – 340 души
- 1981 – 526 души
- 1991 – 724 души
- 2013 – 161 души